# Cyclisme aux Jeux des îles de l'océan Indien 2023
 (mars 2025).
Navigation
Édition précédente
Les épreuves de cyclisme des Jeux des îles de l'océan Indien 2023 se déroulent du 27 août au 2 septembre 2023 à Antananarivo, à Madagascar. 6 épreuves de cyclisme sur route ont lieu.

## Podiums
| Épreuves                              | Or                                                                                     | Argent                                                                                      | Bronze                                                                                       |
| ------------------------------------- | -------------------------------------------------------------------------------------- | ------------------------------------------------------------------------------------------- | -------------------------------------------------------------------------------------------- |
| Course en ligne masculine             | Christopher Lagane                                                                     | Alexandre Mayer                                                                             | Dino Mohamed Houlder                                                                         |
| Course en ligne féminine              | Raphaëlle Lamusse                                                                      | Kassandra Legros                                                                            | Isabelle Lebreton                                                                            |
| Contre-la-montre masculin             | Thomas Lang                                                                            | Alexandre Mayer                                                                             | Sébastien Elma                                                                               |
| Contre-la-montre féminin              | Aurélie Halbwachs                                                                      | Kassandra Legros                                                                            | Isabelle Lebreton                                                                            |
| Contre-la-montre par équipes masculin | Maurice- Christopher Lagane - Alexandre Mayer - Aurélien de Comarmond - Hanson Matombé | La Réunion 2- Anthony Pothin - Paul Rivière - Ulrich-Julier Marcy - Yannick Assati          | La Réunion- Emmanuel Chamand - Loïc Cuvelier - Sébastien Elma - Thomas Lang                  |
| Contre-la-montre par équipes féminin  | La Réunion- Kassandra Legros - Isabelle Lebreton - Amandine Le Bihan - Céline Bléger   | Maurice- Célia Halbwachs - Raphaëlle Lamusse - Lucie de Marigny-Lagesse - Aurélie Halbwachs | La Réunion 2- Marie Daisy Payet - Camille Laugier - Marie Priscilla Livarate - Anaïs Roullin |

## Tableau des médailles
| Rang  | Nation     | Or | Argent | Bronze | Total |
| ----- | ---------- | -- | ------ | ------ | ----- |
| 1     | Maurice    | 4  | 3      | 0      | 7     |
| 2     | La Réunion | 2  | 3      | 5      | 10    |
| 3     | Madagascar | 0  | 0      | 1      | 1     |
| Total | Total      | 6  | 6      | 6      | 18    |